# Telluroly

Benzentellurol

Telluroly jsou organické sloučeniny, analogy alkoholů a fenolů, s atomy kyslíku nahrazenými tellurem. Z řady analogů tvořené telluroly, selenoly, a thioly, jsou nejméně stálými sloučeninami.
I když jde o jednu ze základních skupin organických sloučenin telluru, tak nejsou telluroly v důsledku své nestálosti podrobněji prozkoumány.
K derivátům tellurolů patří telluroestery (RC(O)TeR') a tellurokyanáty (RTeCN).

## Příprava
Prvním popsaným tellurolem byl ethantellurol, připravený v roce 1926 pomocí Grignardova činidla; nejčastěji se získávají redukcemi ditelluridů (R2Te2).

## Vlastnosti
Alkyltelluroly jsou v čisté podobě bezbarvé kapaliny se silným zápachem, často ale zbarvené do žluta příměsemi dialkylditelluridů. Methantellurol se za teploty blízko pokojové rozkládá a uvolňuje tellur; na vzduchu je samozápalný.
Aryltelluroly jsou stálejší; vytvářejí bezbarvé krystaly. K nejstabilnějším tellurolům patří silylované deriváty odvozené od tris(trimethylsilyl)methanu. Ke snadněji izolovatelným tellurolům patří (Me3Si)3CTeH, (Me3Si)3SiTeH, a (Me3Si)3GeTeH.
V důsledku nepřítomnosti vodíkových vazeb mají telluroly nízké teploty varu.

### Acidobazické vlastnosti
Tellan (H2Te) má pKa 2,64 a je silnější kyselinou než jeho lehčí analogy; podobný trend se objevuje i u tellurolů.